# أنكر سورينسن
أنكر سورينسن (بالدنماركية: Anker Sørensen)‏ هو كاتب سيناريو ومونتير ومخرج دنماركي، ولد في 3 مايو 1926 في كوبنهاغن في الدنمارك، وتوفي بنفس المكان في 19 أغسطس 2010.

## وصلات خارجية
- أنكر سورينسن على موقع IMDb (الإنجليزية)
- أنكر سورينسن على موقع قاعدة بيانات الأفلام السويدية (السويدية)
- أنكر سورينسن على موقع قاعدة بيانات الفيلم (الإنجليزية)
- أنكر سورينسن على موقع كينوبويسك (الروسية)